# كينيث فريزر
كينيث فريزر (بالإنجليزية: Kenneth Frazier)‏ هو مسير أعمال ومحامي أمريكي، ولد في 17 ديسمبر 1954 في فيلادلفيا في الولايات المتحدة.

## وصلات خارجية
- كينيث فريزر على موقع مونزينجر (الألمانية)
- كينيث فريزر على موقع إن إن دي بي (الإنجليزية)